# Calochilus metallicus
Calochilus metallicus är en orkidéart som beskrevs av David Lloyd Jones. Calochilus metallicus ingår i släktet Calochilus och familjen orkidéer.
Artens utbredningsområde är Queensland. Inga underarter finns listade i Catalogue of Life.